# École de Parme
L'école de Parme  est une des écoles italiennes de peinture de la Renaissance artistique qui a fleuri à Parme dont la célébrité est centrée principalement au XVIe siècle sur le Corrège et le Parmesan.

## Protagonistes
- Début en 1462 avec Bartolomeo Loschi et Jacopo Loschi (Jacques Loschi) (1459-1504[1])
- Avènement avec le Corrège qui forme :
  - son fils Pomponio Allegri (1521 - 1593),
  - P. Capelli,
  - Alessandro Araldi (1460 – 1529)
  - Antonio Bernieri (1516-1565),
  - Francesco Maria Rondani (1490 - 1550),
  - Michelangelo Anselmi (1492 - 1556),
  - Bernardino Gatti (1496 - 1576),
  - Giorgio Gandini del Grano,
  - Jacopo Bertoja
  - Girolamo Mazzola Bedoli (vers 1500 - 1569)
  - le Parmesan (1503 - 1540) né Girolamo Francesco Maria Mazzola, fils de Filippo Mazzola, peintre parmesan également.
- Fin de sa renommée au siècle suivant, avec  :
  - Giovanni Lanfranco (1582-1647)